# Exibição Chinesa de Aviação e Aeroespacial Internacional

Logo do show aéreo

Exibição Chinesa de Aviação e Aeroespacial Internacional (chinês: 中国国际航空航天博览会), também conhecida como Show Aéreo China (中国航展) ou Show Aéreo de Zhuhai (珠海航展), é o maior show aéreo da China. É localizado em Zhuhai, Guangdong desde 1996.

## História

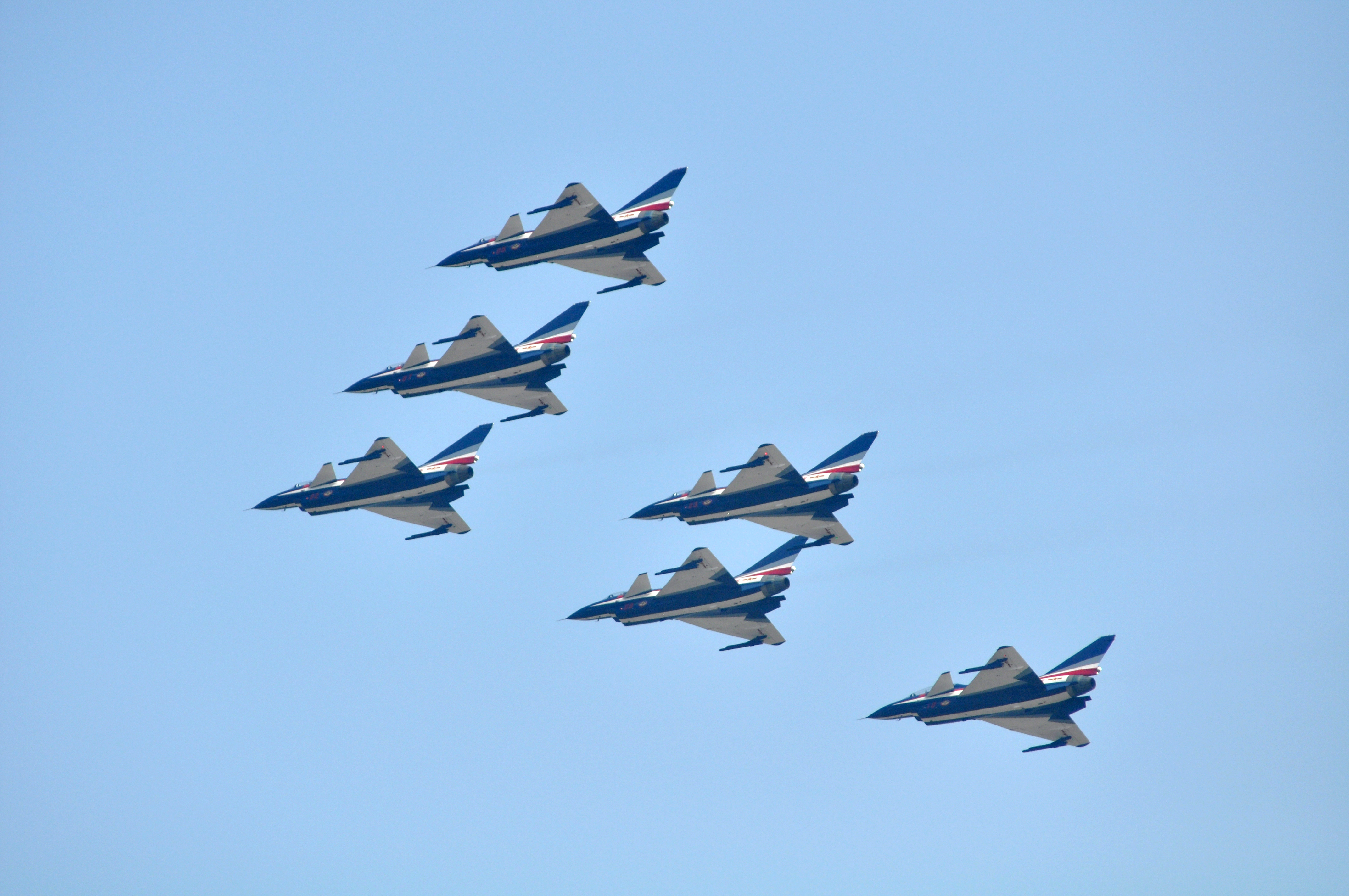
Chengdu J-10 voando em formação delta

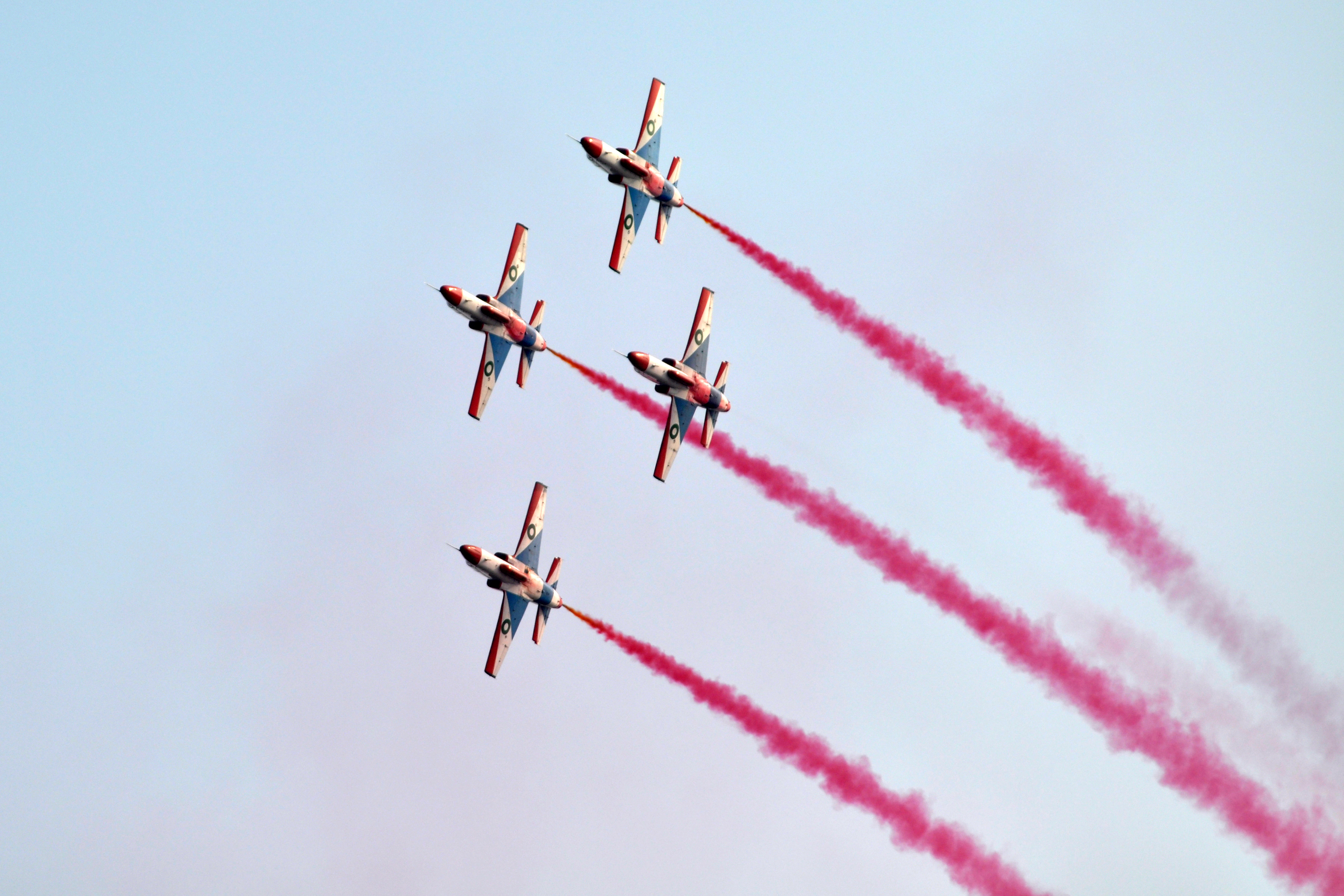
Sherdils' K-8 Karakorum da Força Aérea do Paquistão

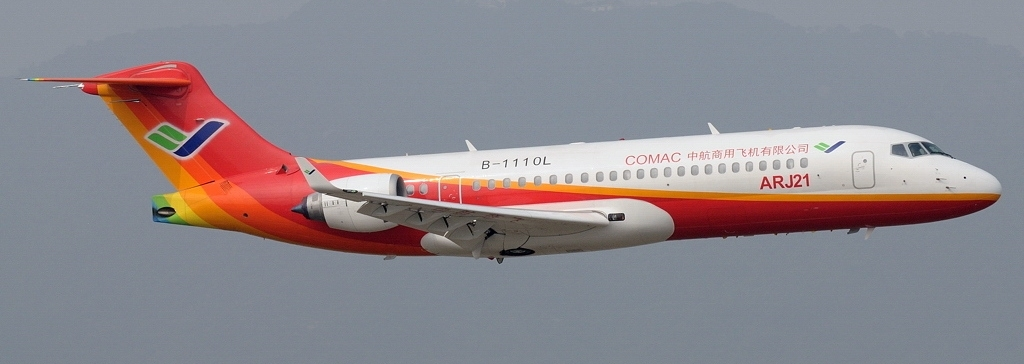
O COMAC ARJ21-700 no Zhuhai de 2010

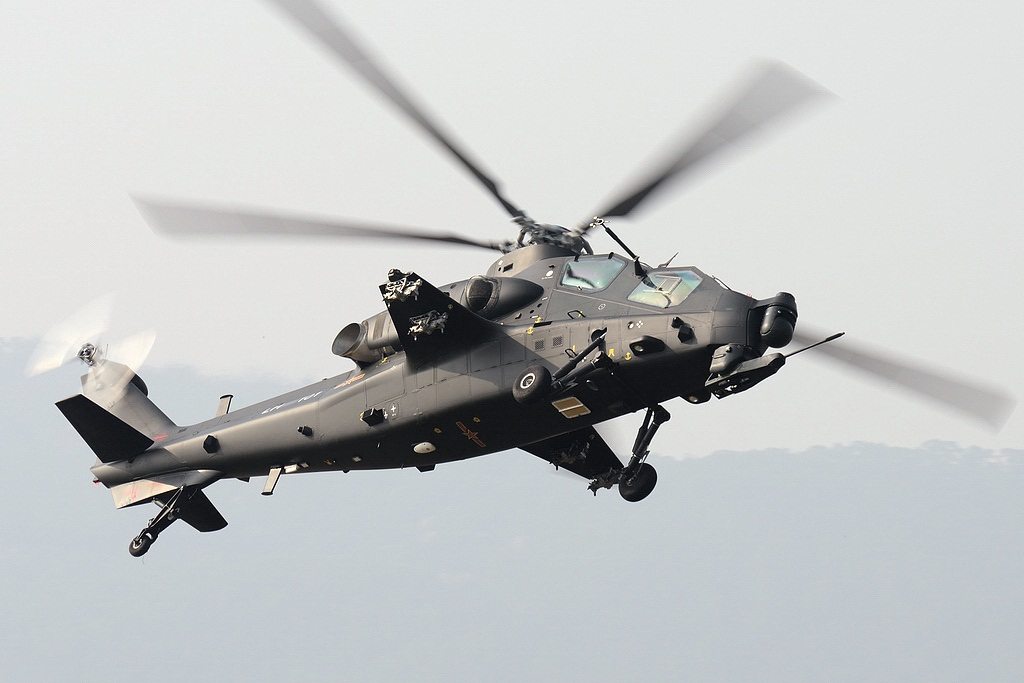
O CAIC Z-10 no Zhuhai de 2012

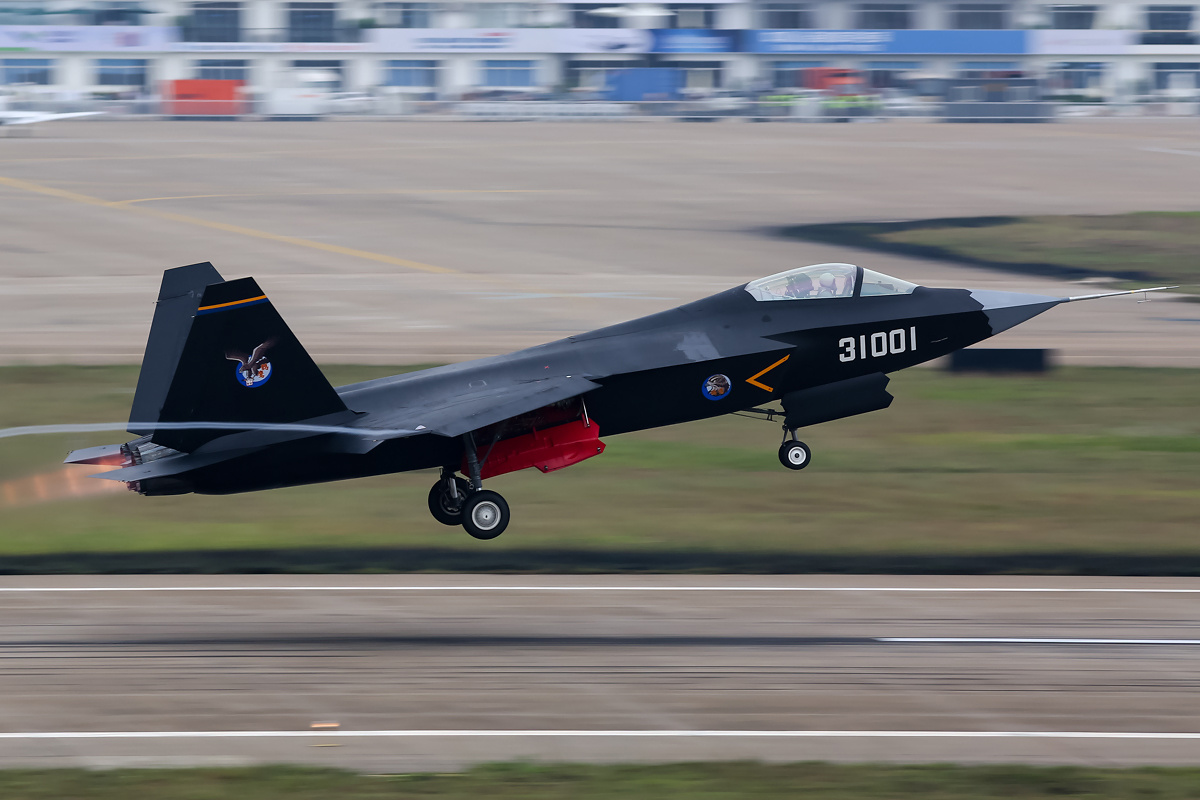
O Shenyang J-31 no Zhuhai de 2014

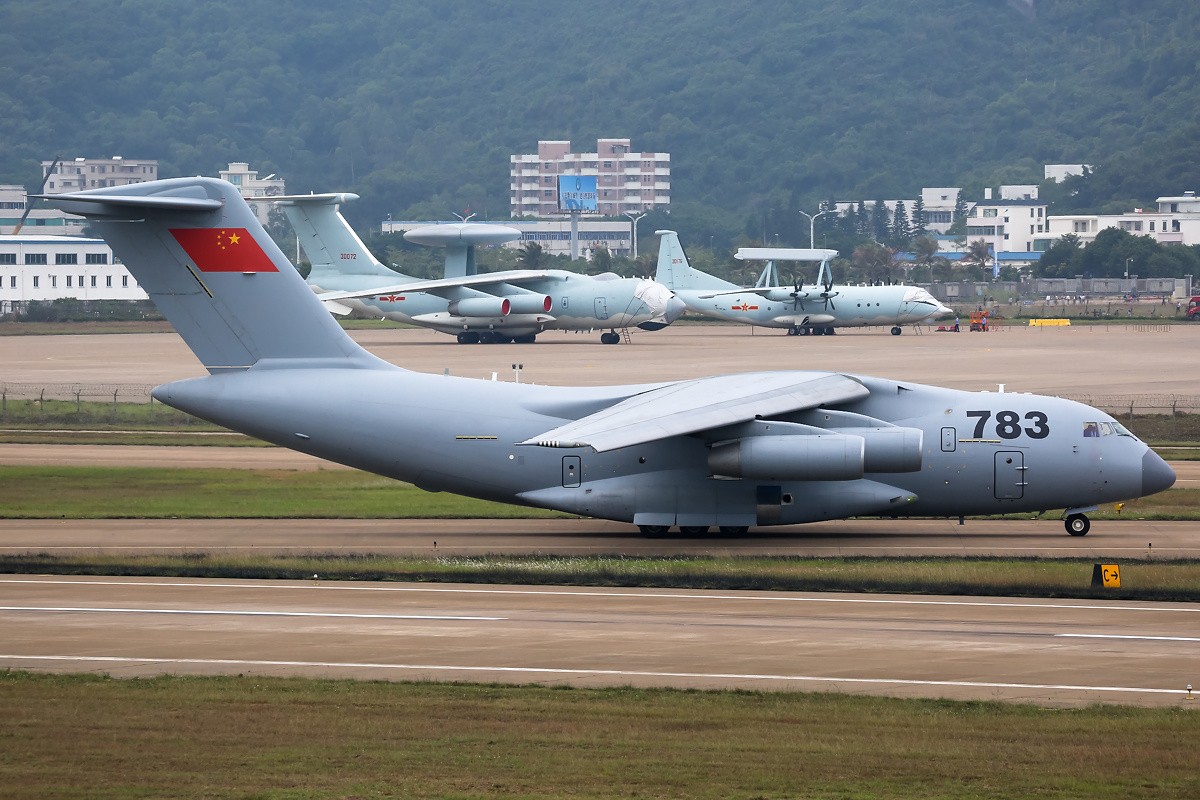
O Xi'an Y-20 no Zhuhai de 2014

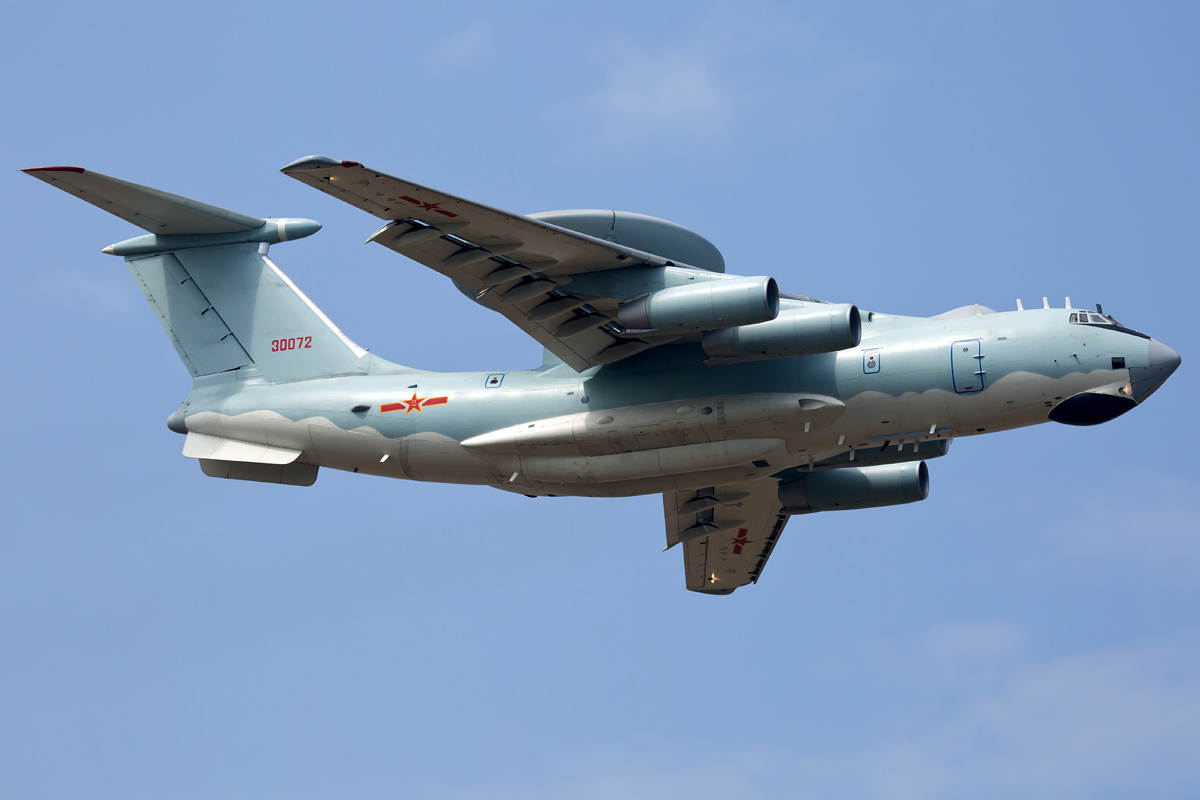
O KJ-2000 no Zhuhai de 2014

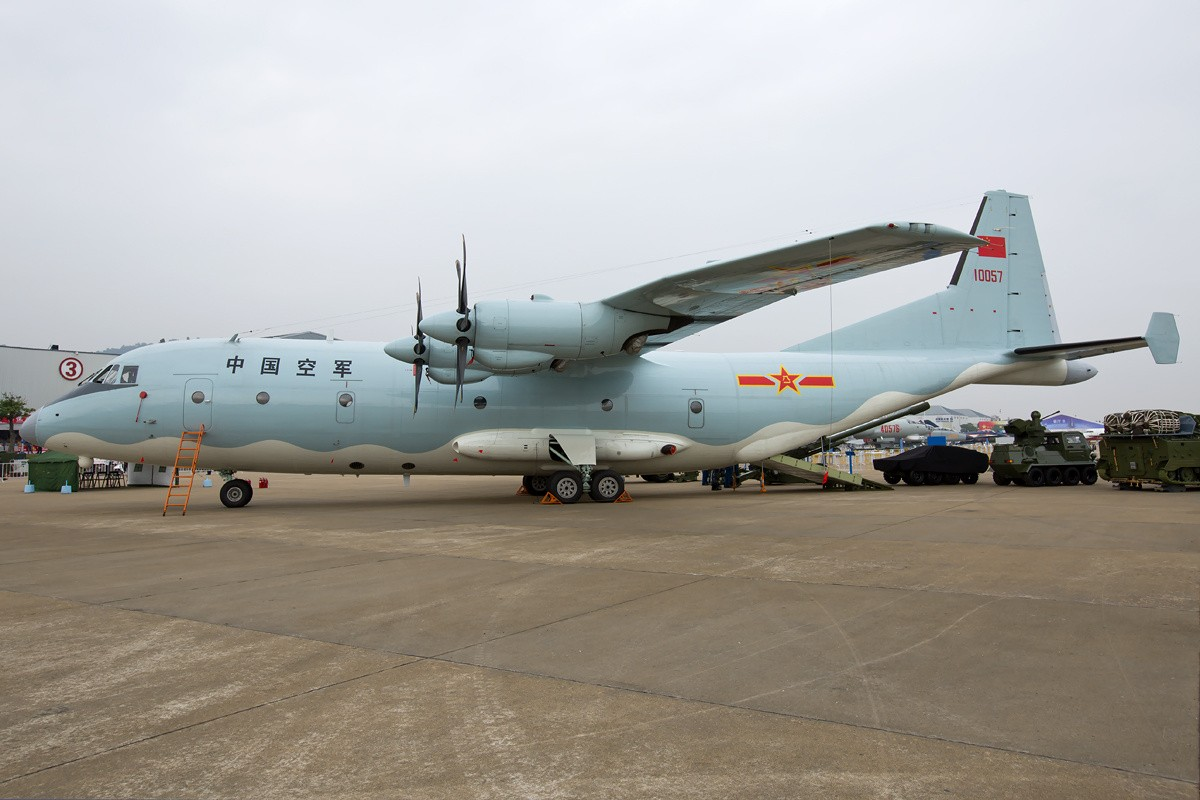
O Shaanxi Y-9 no Zhuhai de 2014

O primeiro Show Aéreo foi realizado em 5 de novembro até 10 de novembro de 1996. As apresentações incluíram:
- Su-27 Pugachev's Cobra
- Ilyushin Il-78 Reabastecimento aéreo
- Time acrobático Britânico "Golden Dream"
- "World Aerobatics Grand Prix"[2]

O segundo Show Aéreo foi realizado em 15 de novembro até 22 de novembro de 1998. As apresentações incluíram:
- Força Aérea do Exército de Libertação Popular "Time acrobático 1º de agosto"
- Russian Knights
- "Northern Lights" canadenses (later as Northern Lights Combat Air Support and now Lortie Aviation Inc.) using the Extra 300L
- Time Acrobático Britânico "Golden Dream"
- Instituto de Pesquisas de Voo de Gromov realizando cobra e reabastecimento aéreo[3]

O terceiro show aéreo foi realizado de 6 de novembro até 12 de novembro de 2000, com apresentações de:
- Ka-50
- Su-30MK
- Força Aérea do Exército de Libertação Popular "Time acrobático 1º de agosto"
- Russian Knights
- Time Acrobático Britânico "Golden Dream"
- Time Acrobático FAI Star Elites[4]

O quarto show aéreo foi realizado entre 3 de novembro até 7 de novembro de 2002.
O quinto show aéro foi realizado entre 1 de novembro até 7 de novembro de 2004. O presidente Yang Liwei esteve presente. Teve apresentações de
- Time acrobático Swifts
- Força Aérea do Exército de Libertação Popular "Time acrobático 1º de agosto"[6]

O sexto show aéreo foi realizado entre 31 de outubro até 5 de novembro de 2006. Os primeiros três dias foram corporativos e não abertos ao público. O últimos três foram abertos ao público geral. Mais de 30 países e 600 companhias de aviação fizeram parte do evento. Teve apresentações de:
- Russian Knights
- Time Acrobático Britânico "Golden Dream" [7]

O sétimo show aéreo foi realizado entre 4 de novembro até 9 de novembro de 2008. Contratos valendo 4 bilhões de dólares americanos foram assinados ao longo dos 6 dias de evento, um incluiu a China Commercial Aircraft vendendo 25 ARJ21-700 para a GE Capital Aviation Services. Adicionalmente, o Chengdu J-10 e o Xian JH-7 fizeram suas primeiras aparições públicas. Outras apresentações incluíram:
- Airbus A380
- H-6U trocando combustível com J-8II
- HAIG L-15
- Surya Kiran da Força Aérea da Índia[9]

O oitavo show aéreo foi realizado entre 16 a 21 de novembro de 2010.  Apresentação incluíram:
- Airbus A380
- HAIG L-15 - Com motores Ivchenko-Progress AL-222K-25F com pós-combustão
- Força Aérea do Exército de Libertação Popular "Time acrobático 1º de agosto" - Primeira apresentação usando Chengdu J-10
- Time acrobático Sherdils da Força Aérea do Paquistão

O nono show aéreo ocorrem em 2012, com:
- Apresentação do Shenyang J-31.[10]
- FK-1000
- CM-602G
- TL500
- CM-506 kg